# El milagro de la Virgen
El milagro de la Virgen es una zarzuela en tres actos (zarzuela grande), con música de Ruperto Chapí y libreto de Mariano Pina Domínguez. Se estrenó el 8 de octubre de 1884 en el Teatro Apolo de Madrid. 
Únicamente perdura en el repertorio una romanza para tenor, "Flores purísimas", grabada por varios cantantes líricos, entre ellos Enrico Caruso (1914) y Alfredo Kraus (1991). 

## Personajes
| Personaje                           | Tesitura | Reparto del estreno, 8 de octubre de 1884 |
| ----------------------------------- | -------- | ----------------------------------------- |
| María, hija de Bernardo y Gertrudis | soprano  | Almerinda Soler di Franco                 |
| Gabriela, hija del Conde            | soprano  | Gabriela Roca                             |
| Mateo, aldeano que pretende a María | tenor    | Eduardo Berges                            |
| Roberto, marqués atolondrado        | barítono | Ramón Navarro                             |
| Gertrudis                           |          | Concepción Baeza                          |
| Bernardo                            |          | Miguel Soler                              |
| El Conde                            |          | Sr. Constanti                             |
| Ambrosio                            |          | Sr. Subira                                |
| Taberbero                           |          | Sr. González                              |
| Sacristán                           |          | Sr. Toscano                               |
| Notario                             |          | Ramón Navarro                             |
| Pregonero                           |          | Sr. Arjona                                |